# Pseudacanthocanthopsis secunda
Pseudacanthocanthopsis secunda is een eenoogkreeftjessoort uit de familie van de Chondracanthidae. De wetenschappelijke naam van de soort is voor het eerst geldig gepubliceerd in 1960 door Yamaguti & Yamasu.